# António Quintas Espírito Santo
António Quintas Espírito Santo est un homme politique santoméen, ambassadeur de Sao Tomé-et-Principe à Taïwan du 19 novembre 2013. Il est relevé de son mandat le 21 janvier 2017 par le président en place Evaristo Carvalho, à la suite de la rupture des liens entre les deux pays.